# Освободите Вилли: Побег из Пиратской бухты
«Освободите Вилли: Побег из пиратской бухты» (англ. Free Willy: Escape from Pirate’s Cove, он же «Освободите Вилли 4») — американский семейный фильм 2010 года, написанный и снятый Уиллом Гейгером по рассказу Синди МакКрири. Это перезагрузка, а также четвертая и последняя часть серии фильмов «Освободите Вилли». В главных ролях снялись Бинди Ирвин в ее кинодебюте и Бо Бриджес. Фильм был выпущен на DVD и Blu-ray 23 марта 2010 года в США и 2 августа в Великобритании и Ирландии.
Это единственный фильм в серии, в котором не участвуют актеры из первых трех частей, и единственный фильм, выпущенный непосредственно на видео. Как и в двух предыдущих фильмах, Вилли не изображается настоящей косаткой, а вместо этого изображается комбинацией аниматроники и компьютерной графики.

## Сюжет
Австралийскую девочку Кирру отправляют погостить к своему дедушке Гасу в его ветхий парк развлечений в Кейптауне, Южная Африка, когда ее отец находится в больнице на шесть недель. По прибытии Кирру встречает в аэропорту Манса, один из сотрудников Гаса. Кирра сначала недовольна тем, что оставила отца, но в конце концов подружилась с мальчиком по имени Сифизо.
После сильного шторма детеныш самца косатки отделяется от своей стаи и застревает в лагуне на территории Гаса. На следующее утро Кирра обнаруживает животное и называет его Вилли. Вилли пользуется большим успехом среди посетителей парка, но стресс не позволяет ему есть. Обеспокоенный Кирра уговаривает его поесть.
Конкурент Гаса Рольф Вудс узнает о новом аттракционе в парке Гаса и предлагает купить Вилли за 500 000 долларов, но сделка не заключается. После большой настойчивости Кирра уговаривает Гаса позвонить в морской спасательный центр и попросить помощи в реабилитации Вилли обратно в море. Однако у Вилли недостаточно развиты навыки эхолокации, и он не может выжить без своей капсулы, что делает его непригодным для реабилитации. Не из тех, кто сдается, Кирра проводит много исследований о том, как научить Вилли использовать свои навыки эхолокации, несмотря на то, что ему говорят, что не существует известного способа сделать это. Затем она пытается, но безуспешно, накормить Вилли, пока ему завязаны глаза.
Рольф, отчаянно нуждающийся в Вилли, нанимает двух мужчин и вынашивает заговор с целью отравить Вилли, чтобы побудить Гаса продать косатку по более низкой цене, но Кирра замечает двоих за работой и мешает заговору. Приспешники убегают, но Рольф отрицает, что знает об этом, хотя и предлагает снова купить Вилли.
Затем Кирра разбивает лагерь у лагуны, чтобы успокоить Вилли. Внезапно он будит ее, тянет в воду и позволяет оседлать себя. Таким образом, Кирра и Вилли становятся двойным актом в парке, привлекая множество репортеров и операторов. Деньги, заработанные на этом мероприятии, затем идут на покупку рыбы, необходимой для тренировки Вилли по эхолокации. После многих попыток Вилли учится использовать эхолокацию и ему удается ловить живую рыбу, плавающую в лагуне. Тем временем Рольф возвращается, чтобы соблазнить Гаса более низким предложением за Вилли. Столкнувшись с растущими счетами за еду, Гас соглашается продать Вилли Рольфу за 500 000 долларов и настаивает на том, чтобы обмен состоялся после отъезда Кирры.
Манса изготавливает подводное записывающее устройство для записи звуков Вилли, надеясь использовать их для обнаружения капсулы Вилли, но попытки, продолжавшиеся несколько дней, оказались безуспешными. Однажды Сифизо предлагает Кирре пойти в сафари-парк его дяди Руди, чтобы отвлечься от Вилли. На обратном пути они видят рекламный щит, рекламирующий Вилли как новую достопримечательность тематического парка Рольфа. Пара спешит обратно, но обнаруживает, что Гас уже подписал соглашение о продаже Вилли. Кирра убита горем и заставляет Гаса пообещать, что Рольф хорошо позаботится о Вилли. Позже, когда Кирра спускается в лагуну, она видит капсулу Вилли. Однако Гас ей не верит.
Кирра и Сифизо отправляются за помощью к дяде Руди в их плане вернуть Вилли в океан. Не сумев его найти, они крадут автокран и отвозят его обратно в Пиратскую бухту. Позже Гас соглашается помочь им вернуть Вилли в океан, если его капсулу удастся найти. Затем Кирра и Сифизо вместе с Вилли направляются в гавань, а Гас и Манса остаются, чтобы отвлечь Рольфа, который уже в пути. В конце концов они находят семью Вилли, и Вилли воссоединяется с ними. Кирра прыгает в воду, чтобы попрощаться с Вилли.
В следующий раз Кирра прощается с Мансой и Сифизо перед отъездом в аэропорт, обещая вернуться следующим летом. Когда она садится в самолет, Гас вытирает слезу. Кирра улыбается, бросая последний взгляд на Кейптаун. Тем временем Вилли и его капсула уплывают в глубины океана.

## В ролях
- Бинди Ирвин, как Кирра
- Бо Бриджес в роли Гаса Грисби
- Бонголету Мбутума, как Манса
- Сиябулела Рамба, как Сифизо
- Стивен Дженнингс в роли Рольфа В. Д. Вудса
- Мэттью Робертс в роли Бликки
- Хейма Яффа, как Джейс
- Кевин Отто, как доктор Сэм Купер
- Лоу Вентер, как Дифф
- Даррон Мейер, как доктор
- Гетмор Ситхол как Дядя Риди
- Роберт Ирвин в роли мальчика-пирата (в титрах не указан)

## Критика
На IMDb фильм получил 5.0 баллов из 10.